# 로스트 익스피리언스
《로스트 익스피리언스》(Lost Experience)는 미국의 드라마 로스트를 원작으로 한 대체현실게임으로 미국의 ABC, 영국의 채널 4, 호주의 채널 7이 합작한 작품이다. 각본은 조던 로센버그이며 agency Hi-ReS!이 제작하였다. 미국에서 시즌 3가 방영을 시작할 때 즈음 발매된 게임이다. 4월 24일, 영국의 채널 4, 호주의 세븐 네트워크, 미국의 ABC를 통해 제작을 발표했다.